# Адсорбція Ґіббза
Адсорбція Ґіббза (англ. Gibbs adsorption) — надлишок кількості компонента (nis) в об'ємі приповерхневого шару з площею, рівною одиниці, порівняно з такою його кількістю в тому ж об'ємі, коли б у суміжних фазах концентрації в приповерхневому шарі та в об'ємі фази були однакові:
nis = ni — Vacia — Vbcib,
де ni — загальна кількість компонента i в системі, cia і cіb — рівноважні концентрації в об'ємі кожної з фаз a і b, Va і Vb — об'єми кожної з фаз, розділених поверхнею.
Адсорбція Ґіббза може бути додатною або від'ємною.